# Россети Янтарь
АО «Россети Янтарь» — энергокомпания на западе России. Штаб-квартира — в городе Калининграде, Калининградская область.

## История и деятельность
АО «Россети Янтарь» — предприятие по производству, транспортировке, распределению и реализации электрической энергии, действующее на территории самого западного российского региона — Калининградской области. Суммарная установленная мощность всех электростанций составляет 173,1 МВт. Помимо выработки электроэнергии АО «Россети Янтарь» обеспечивает теплом города Калининград, Светлый и Гусев.
Датой рождения энергосистемы Калининградской области считается 23 сентября 1945 года, когда энергетическое управление нового советского региона (бывшая Восточная Пруссия) вошло в состав Наркомата электростанций СССР.

## Электростанции, входящие в «Россети Янтарь»
- тепловые
  - Гусевская ТЭЦ
  - Калининградская ТЭЦ-1
  - Светловская ГРЭС-2
- гидроэлектрические
  - Заозёрная Малая ГЭС
  - Озёрская ГЭС
  - Правдинская ГЭС-3
- ветровые
  - Зеленоградская ВЭС
  - Ушаковская ВЭС